# Derecho de naufragio
El derecho de naufragio (en latín, ius naufragii) a veces ley de naufragio (en latín, lex naufragii), más raramente mencionado como derecho de hallazgo,fue una «derecho arcaico instituido de forma consuetudinaria» que permitía a «los pueblos ribereños» asaltar navíos o apoderarse de los restos llegados a las costas o riberas de ríos procedentes del naufragio de un barco. Por el ius naufragii, «los restos pertenecían bien al que los encontraba, bien a la comunidad de la ribera donde aconteció el naufragio, que decidía beneficiarse de ellos». Existieron muchas zonas litorales cuyas comunidades vivían de los naufragios donde «estas capturas se atribuían como propiedad al dominio público» dependiendo de la organización de las mismas. Este llamado derecho de naufragio «empezó como derecho individual pero se desarrolló como derecho de la comunidad, que lo permitía y encontraba en esta actividad» tanto un medio de subsistencia como una forma de «enriquecimiento y toma de poder.»
Durante la Edad Media, donde las costas suelen mostrarse más desprotegidas, «se consagró un verdadero “derecho feudal en virtud del cual las personas o las cosas que procedían de un naufragio en el mar o incluso en los ríos, correspondían al señor de la ribera y a sus habitantes”, lo que constituye el llamado Ius Naufragii.» 

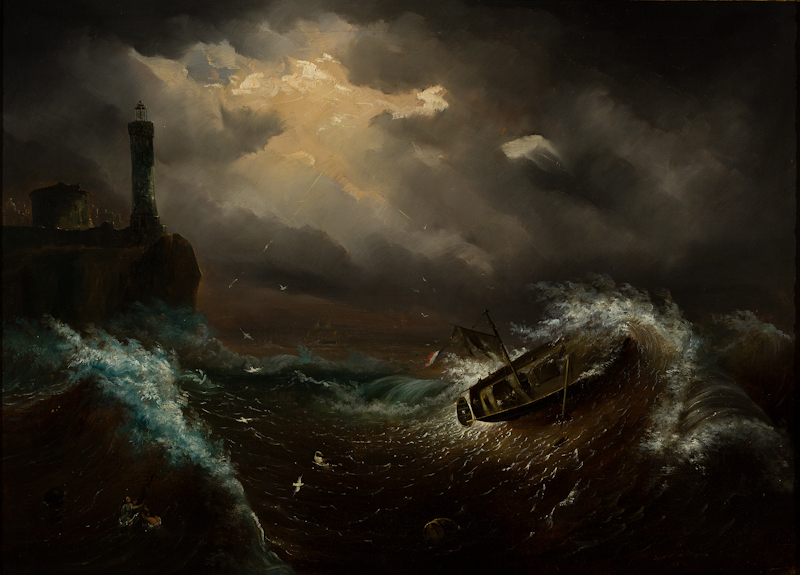
Antonio de Brugada, Naufragio de un navío francés junto a un faro. Fundación Santamarca. Madrid. 1830/1860

## Historia
Durante los albores de la historia de la navegación los condicionantes naturales o geográficos, y los tecnológicos fundamentalmente determinaron una preferencia por la llamada navegación de cabotaje (o navegación costera, bordeando las costas) a la navegación de altura (alta mar). En Europa, aunque el Mar Mediterráneo era generalmente más benigno que el Océano Atlántico (salvo de noviembre hasta febrero) no estaba, por ello, menos libre de otras amenazas como la misma piratería. Todas estas inseguridades y amenazas favorecía a las poblaciones costeras, especialmente las portuarias, pero también al resto que obtenían beneficios de los restos de los naufragios. Tuvo tal relevancia este tipo de actividad que conllevó abundante legislación en muchos lugares con gran minuciosidad.
Tanto en la Antigüedad como durante parte de la Edad Media «era difícil desarraigar la costumbre y la creencia universal que atribuía al señor de la costa cuanto la mar arrojaba a sus playas; era muy árdua tarea la de persuadir a aquellos toscos y semi salvajes habitantes de las riberas, que lo que consideraban como un don de los dioses tenía legítimos propietarios, que aquellos miserables que trabajosamente se arrastraban por una playa inhospitalaria tenían perfecto derecho para ser eficazmente auxiliados, para encontrar en aquellas arenas hombres que respetaran su infortunio prestándoles ayuda para salvar el todo aparte de sus propiedades.»

### Antigüedad en Europa
Desde la Antigüedad se registran noticias acerca de estas prácticas. Por las menciones que realizaron es sus trabajos tanto Diodoro Sículo como Estrabón, sabemos «que fue la principal fuente de recursos para los habitantes de Cilicia y de las costas de Dalmacia y Liguria.» Algunos autores (como Jean Rougé o Jules M. Sestier) «sostienen que las propias características del litoral mediterráneo favorecían la práctica de estas actividades, siendo uno de los mayores ejemplos el caso griego, cuyas costas eran el mejor soporte para el desarrollo del pillaje marítimo.» Las circunstancias del terreno, poco apto para una agricultura de subsistencia, empujaba a buscar otras formas de supervivencia.
Era habitual en el desarrollo de esta práctica apropiarse tanto de los restos del naufragio como de las personas arrojadas a la playa como consecuencia del mismo. Por ello no era extraño que se encendieran fuegos en las costas a fin de atraer a los barcos y provocar el naufragio. Los naufragadores preferían para ello litorales rocosos, con abundantes escollos, llegando, incluso, a apagar el fuego de los faros cercanos.
No era, por tanto, el ius naufragii un práctica extraña sino más bien «una costumbre repetida en el tiempo y aceptada por parte de la comunidad» que llegó a ser considerada lícita: «los restos del naufragio pasaban a pertenecer a los habitantes de la costa, por lo que el propietario perdía el dominio de éstos.» Sin embargo, pronto dieron paso a medidas para contrarrestar su práctica «en aras a la protección e incentivación del comercio» y se pasó a entender «que los restos del naufragio continuaban siendo propiedad del dominus, por lo que estas prácticas eran consideradas ílicita.»

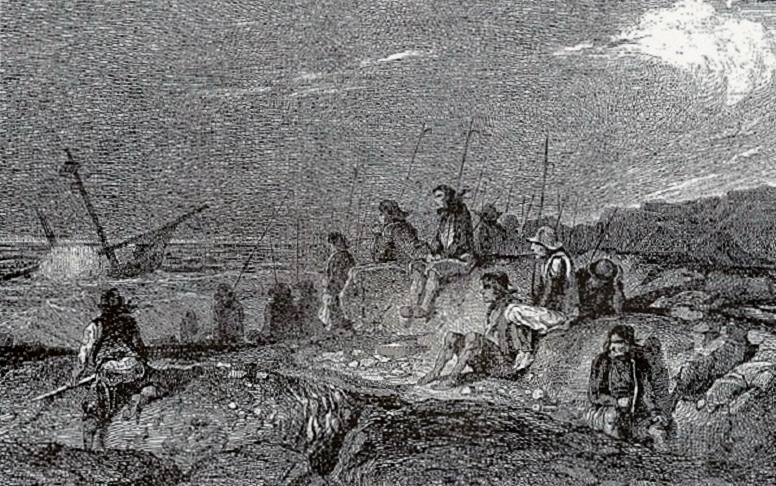
Octave Penguilly L'Haridon: Les Pilleurs de la mer (Los asaltantes del mar), grabado (1848).

### Edad Media en Europa
Durante la Edad Media, ante la debilidad del poder político existente en muchos lugares de Europa, «la autoridad que ejerció un importante papel en combatir el ius naufragii fue la Iglesia Católica» ya que en muchas ocasiones «la Iglesia prohibió, so pena de excomunión, tanto a los simples particulares como a los señores feudales, el despojar a los náufragos, avergonzándolos de mostrarse más crueles con ellos que la misma tempestad.» Por el contrario, como se recoge en el Concilio de Nantes (1127) o el Concilio de Letrán (1179), remarcaba junto a la prohibición de tales «actos de expoliación» la obligación «de prestar asistencia y socorro a los náufragos.»

### Mediterráneo
En 827, Sicardo de Benevento y Andrea II de Nápoles firmaron un tratado, el Pactum Sicardi, por el que se abolía la lex naufragii en el dominio de Benevento. El papado y las comunidades del norte de Italia pronto siguieron el ejemplo del sur y lucharon para que se reconocieran universalmente los derechos de propiedad (y el derecho a la libertad) de marineros y comerciantes.
Cuando en 1184 un barco genovés que transportaba a Ibn Yubair naufragó frente a la costa de Mesina, sólo gracias a la intervención de Guillermo II de Sicilia los pasajeros se salvaron del robo y la esclavitud.
En junio de 1181 el embajador genovés Rodoano de Mauro firmó un tratado con Abu Ibrahim Ishaq Ibn Muhammad Ibn Ali de las Baleares que incluía una protección de los derechos de los comerciantes genoveses frente al ejercicio del jus. Este tratado fue renovado por veinte años en agosto de 1188 por Niccolò Leccanozze y el sucesor de Ishaq. Mientras tanto, el 1 de junio de 1184, Pisa y Lucca habían firmado un tratado similar con los musulmanes baleares.
A principios del siglo XIII, Federico I prohibió el jus en el Reino de Sicilia, y en 1270 la costumbre había pasado completamente de moda en el Mediterráneo cuando Carlos I, un francés de educación, invocó el jus naufragii en Sicilia, contra la VIII Cruzada.

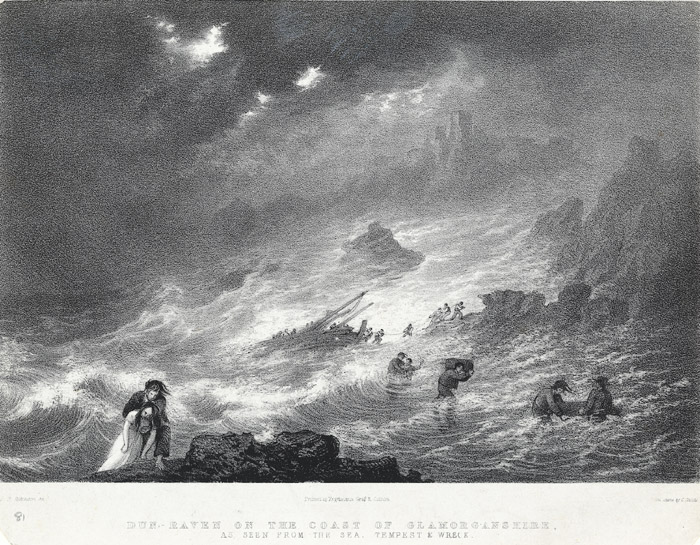
Una vista de una noche tormentosa en el mar con náufragos supervivientes llegando a tierra, del "Tempest & Wreck".

### Norte de Europa
En el norte de Europa la costumbre sobrevivió mucho más tiempo, a pesar de la legislación diseñada para prohibirla. En el territorio del obispo de Utrecht, el derecho se ejerció sobre el río hasta su abrogación en 1163. El vizcondado bretón de Léon, independiente de facto, se sostenía con el producto de "la más valiosa de las piedras preciosas", una roca que generaba 100.000 solidi por ingresos anuales por naufragios. 
En el siglo XIII, Eduardo I en Inglaterra y Luis IX en Francia intentaron prohibir el ius naufragii. En el siglo XIV, la ley se convirtió en el objetivo de varios emperadores del Sacro Imperio Romano Germánico : Enrique VII en 1310, Luis IV en 1336 y Carlos IV en 1366. En el siglo XV, la Liga Hanseática comenzó a financiar misiones de salvamento y a ofrecer recompensas a los salvadores.
En Francia también se intentó abolir la práctica mediante tratados en los que la legislación no podía surtir efecto. Francia y el Ducado de Bretaña firmaron uno en 1231 y Francia y Venecia en 1268. La mayoría de las leyes marítimas francesas también incluían artículos que restringían la práctica de la lex naufragii, como los Roles de Olerón de Leonor de Aquitania (c. 1160), la Constitutio criminalis de Carlos V (la posterior Carolina de 1532), ordenanza de Francisco I de 1543 y Carlos IX de 1568.

## Edad Moderna en Europa
Varios de los primeros tratados modernos establecían un plazo durante el cual el propietario de los bienes hundidos podía reclamarlos, normalmente un año y un día. Inglaterra y los Países Bajos firmaron un tratado de alianza el 17 de septiembre de 1625 en Southampton que incluía una cláusula que permitía a los propietarios de los restos del naufragio recuperarlos en el plazo de un año, y Francia y los Países Bajos firmaron el 27 de abril de 1662 exigiendo la restitución de los bienes naufragados previo pago de un derecho de rescate (droit de sauvement), honorarios del salvador. Un tratado comercial firmado en Nijmegen el 10 de agosto de 1678 tenía un artículo en el mismo sentido.
El 12 de diciembre de 1663, los Países Bajos abolieron lo que quedaba del antiguo ius naufragii: el recht van de tiend penning, o derecho al décimo centavo. La Ordonnance de la Marina francesa (1681) abolió por completo el ius naufragii y puso a los náufragos bajo protección real. Las capitulaciones turcas de 1535 y 1740 contienen cláusulas que prohíben el ius naufragii.

## Actualidad
En la actualidad este “Derecho de Naufragio” a menudo se muestra de forma peyorativa pero «es relevante citar una opinión recurrente en los textos que estudian el tema. Danjon señala que “quizá en la época contemporánea exageremos un poco la reprobación contra este derecho de naufragio; sin duda dio lugar en la Edad Media, a abusos que lo hicieron odioso, porque era ejercido a expensas de los náufragos y degeneraba en expoliación; pero en sí mismo este derecho es legítimo y aún es reconocido en provecho del Estado por las legislaciones modernas, en el caso que los propietarios de los bienes hayan desaparecido o que dichos bienes se hayan convertido en res nullius”»